# نیروی زمینی آلمان شرقی
نیروهای زمینی ارتش ملی خلق (به آلمانی: Landstreitkräfte der Nationalen Volksarmee - LaSK)، شاخه نظامی زمینی ارتش ملی خلق جمهوری دموکراتیک آلمان (GDR) بود. فرماندهی نیروی زمینی، واقع در گلتو، در ۱ دسامبر ۱۹۷۲ به عنوان یک نهاد مدیریتی ایجاد شده برای نیروهای زمینی تأسیس شد. ارتش ملی خلق جمهوری دموکراتیک آلمان خود در ۱ مارس ۱۹۵۶ از K asernierte Volkspolizei (پلیس مردمی پادگان) ایجاد شد.

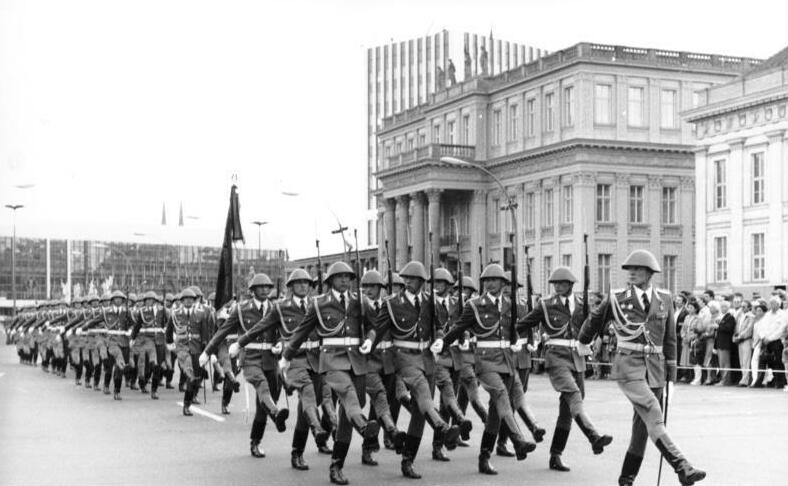
گروهی از سربازان «نیروی زمینی» در رژه در برلین شرقی، می ۱۹۸۵

## سازماندهی

سازماندهی نیروی زمینی آلمان شرقی در زمان صلح سال ۱۹۸۶

این نیرو از سال ۱۹۷۲ یک سازمان زمان صلح تحت فرماندهی مرکزی قرار داشت. بزرگترین تشکیلات آن بین سالهای ۱۹۵۶ و ۱۹۹۰، منطقه نظامی III و V بود که به‌طور کلی از سه بخش فعال هر یک، به علاوه واحدهای آموزشی، پشتیبانی رزمی و لجستیکی تشکیل شده بود. لشکر ۱ تفنگ موتوری علاوه بر این به منطقه نظامی V متصل شد، اما برای ایفای نقش کلیدی در حمله به برلین غربی، در زمان جنگ از آن تشکیلات خارج شد. لشکر ۶ تفنگ موتوری فقط برای دو سال (۱۹۵۶–۱۹۵۸) به عنوان یک تشکیلات فعال وجود داشت.
در حالی که این دو منطقه بخش عمده ای از نیروهای زمینی جمهوری دموکراتیک آلمان را در اختیار داشتند، عناصر توپخانه و پشتیبانی اضافی و همچنین چتربازان گردان چترباز ۴۰ (که در سال ۱۹۸۶ به هنگ ۴۰ حمله هوایی ارتقاء یافت) تحت فرماندهی مستقیم بودند.
در زمان جنگ هر دو منطقه نظامی به ارتش تبدیل می‌شدند. ارتش ۳ در جنوب، تقویت شده توسط لشکرهای ذخیره ۶، ۱۰ و 17 GDR، و ارتش ۵ در شمال، تقویت شده توسط لشکر تفنگ موتوری ۹۴ گارد شوروی و هنگ‌های تانک مستقل ۱۳۸ و ۲۲۱ ارتش سرخ. هر دو ارتش توسط فرماندهی عالی شوروی فرماندهی می‌شدند، در حالی که فرماندهی مرکزی باید بر زنجیره تأمین نظامی، خدمات پزشکی، امنیت داخلی و کمک به تصرف برلین غربی تمرکز می‌کرد.

## تجهیزات
وسیله نقلیه زرهی :
| نام         | کشور مبدأ                                | استفاده                              | تعداد | یادداشت |
| ----------- | ---------------------------------------- | ------------------------------------ | ----- | --- |
| بی‌ام‌پی-۱    | اتحاد جماهیر شوروی · چکسلواکی            | خودرو جنگی پیاده‌نظام                 | ۱۱۳۳  | |
| بی‌ام‌پی-۲    | اتحاد جماهیر شوروی · چکسلواکی            | Infantry fighting vehicle            | ۲۴    | Tracked IFVs in first-line Panzergrenadier units                                                                              |
| BRDM-1      | اتحاد جماهیر شوروی                       | Amphibious armoured patrol car       | ۱۵۰   | |
| BRDM-2      | اتحاد جماهیر شوروی                       | Amphibious armoured patrol car       |       | |
| بی تی آر ۴۰ | اتحاد جماهیر شوروی                       | نفربر زرهی                           | ۳۰۰   | |
| بی‌تی‌آر-۵۰   | اتحاد جماهیر شوروی                       | Amphibious armored personnel carrier | ۲۰۰   | |
| بی‌تی‌آر-۶۰   | اتحاد جماهیر شوروی                       | Armoured personnel carrier           | ۲۲۶۰  | |
| بی‌تی‌آر-۷۰   | اتحاد جماهیر شوروی · آلمان شرقی          | Armoured personnel carrier           | ۱۳۱۶  | Wheeled APCs in mechanised and motorised units                                                                                |
| بی‌تی‌آر-۸۰   | اتحاد جماهیر شوروی                       | Armoured personnel carrier           |       | Wheeled APCs in mechanised and motorised units                                                                                |
| بی‌تی‌آر-۱۵۲  | اتحاد جماهیر شوروی                       | Armoured personnel carrier           | ۷۵۹   | |
| پی تی-۷۶    | اتحاد جماهیر شوروی                       | تانک سبک آبی خاکی                    | ۱۷۰   | |
| تی-۳۴       | اتحاد جماهیر شوروی · لهستان · آلمان شرقی | تانک متوسط                           | ۸۷۲   | در خدمت به عنوان اولین MBT نیروی زمینی NVA از سال ۱۹۵۲ تا ۱۹۶۵. پس از آن، فقط در نسخه‌های بازیابی/مهندسی اصلاح شده استفاده شد. |
| تی-۵۵       | اتحاد جماهیر شوروی · لهستان · چکسلواکی   | تانک اصلی میدان نبرد                 | ۶۹۰   | (reserve) |
| تی-۵۵       | اتحاد جماهیر شوروی · لهستان · چکسلواکی   | Main battle tank                     | ۲۰۹۹  | به استاندارد T-55AM ارتقا یافته‌است                                                                                            |
| تی ۷۲       | اتحاد جماهیر شوروی · لهستان · چکسلواکی   | Main battle tank                     | ۵۸۳   | In first-line Panzer units |

### سیستم‌های موشکی
- 9K52 Luna-M
- R-17 Elbrus
- کی‌ان ۲
- OTR-23 Oka
- ب‌ام-۲۱ گراد
- RM-70 multiple rocket launcher

#### توپخانه کششی
- 100 mm anti-tank gun T-۱۲
- هویتزر ۱۲۰ میلی‌متری ۲ ای ۱۸ (دی۳۰)
- 152 mm towed gun-howitzer M1955 (D-20)
- 130 mm towed field gun M1954 (M-46)
- 85 mm divisional gun D-۴۴

#### توپخانه خودکششی
- گووزدیکا ۲اس۱
- 2S3 اکاتسیا

#### خمپاره‌ها
- 82-BM-۳۷
- 2S12 Sani
- 120-PM-43 mortar

### سامانه‌های توپخانه ای پدافند هوایی

#### موشک متحرک
- 2K11 Krug
- ۲کا۱۲ کیوب
- 9K31 Strela-1 on BRDM-2 chassis
- 9K35 Strela-10 on MT-LB chassis
- 9K33 Osa

#### Mobile self-propelled AA guns
- زسو-۲۳-۴
- ZSU-57-2

#### اسلحه ضدهوایی کششی
- ZPU
- زو-۲۳–۲
- AZP S-60